# کوییک ریورو
کوییک ریورو (انگلیسی: Quique Rivero؛ زادهٔ ۱۶ آوریل ۱۹۹۲) بازیکن فوتبال اهل اسپانیا است.
از باشگاه‌هایی که در آن بازی کرده‌است می‌توان به باشگاه ورزشی تنریف و باشگاه فوتبال راسینگ سانتاندر اشاره کرد.